# Xã Bentru, Quận Grand Forks, Bắc Dakota
Xã Bentru (tiếng Anh: Bentru Township) là một xã thuộc quận Grand Forks, tiểu bang Bắc Dakota, Hoa Kỳ. Năm 2010, dân số của xã này là 77 người.